# Шодуарівська альтанка

## Переможці фестивалю 2023 року
Поезія – Молодші
Булахова Анна  Польща - м. Кривий Ріг – номінація "Декламація"
Газенко Єлизавета м. Ромни Сумська обл. – номінація "Оригінальність"
Смовський Максим м. Остер Чернігівська обл. – номінація "Патріотичність"
Лавренчук Анастасія м. Старокостянтинів Хмельницької області– номінація "Образність"
Супрунчук Мирослав смт Черняхів Житомирська обл. – 3 місце
Мудрук Влада м.Житомир – 2 місце
Борисов Марк м. Запоріжжя – 1 місце          Поезія – Старші
Номінації
Анна Людова (Шевчук) м. Тернопіль – м. Київ – відео поезія
Кабашня Анастасія (Стася Шинкар) м. Тараща Київська обл. – Оригінальність
Наталья Дьомова  м. Львів – Декламація
Ольга Козіна  м. Полтава – Патріотичність
Зуєва Наталія Болгарія – м. Запоріжжя – Образність
Переможці
Галина Максимів  с. Солуків  Івано-Франківської області – 3 місце
Ірина Купчинська Німеччина – м. Київ  – 2 місце
Роман Григорьєв м. Париж – м. Миколаїв  –1 місце
Анна Щербак м. Дніпро – м. Харків – Гран–Прі
Проза
Номінації
Васильєв Скіф м. Харків – лірика в прозі
Ніколаєва Юлія м. Дубляни (Львівська обл.) – філософський сюжет
Бездітна Тетяна м. Біла Церква, Київська область – любов до природи 
Козіна Ольга м. Полтава – романтичний сюжет
Ленець Катерина м. Ромни, Сумська обл. – усвідомлення миті життя
Переможці
Максимчук Каріна м. Житомир –  (молодша група)
Максимів Галина с. Солуків  Івано-Франківської обл.–  (старша група)
Суворова Людмила м. Житомир – ( старша група)

## переможці фестивалю 2024 року
Поезія. Молодші.
Владислав Дмитрук - "Патріотизм"  
Іван Раділов - "Декламація"  
Тетяна Стралківська - "Декламація"
Богдан-Любомир Притула - 3 місце
Єсенія Ковальова - 2 місце  
Софія Максименко - 1 місце   
Поезія .Старші.
Наталія Забродська - "Ліричність" 
Марина Провоторова - "Патріотизм"  
Юлія Бебех - "Філософська лірика"  
Олена Васянович - 3 місце 
Наталія Котович - 2 місце  
Павло Ремінний 1 – місце  
Відео поезія
Єсенія Ковальова - 3 місце
Артем Бєлєвцов - 2 місце   
Олександра Комісарова 1- місце 
Проза
Єлісеєва Марія – Кращий кіносценарій
Доценко Ангеліна – Лісова Замальовка
Іванок Єлизавета – Стежками історії роду
Багінська Аріадна – Шевченкіана дня
Хомутовський Назар – Найкращий фантастичний твір
Талько Аріна – Найкраще фентезі
Коваленко Олександра – Військова проза
Ремінний Павло – Вглиб почуттів
Ничипорчук Марія – В гостях у казки
Хваліцька Мілана – 1 місце молодші
Присяжнюк Галина – 2 місце Дорослі
Щербиніна Зоя – 1 місце дорослі